# ایستگاه آساکوسا
ایستگاه آساکوسا (به ژاپنی: 浅草駅 Asakusa-eki)) یک ایستگاه راه آهن است که در آساکوسا در منطقه تایتو-کو، توکیو قرار دارد.